# Мустафин, Марат Каримович
Марат Каримович Мустафин (каз. Марат Кәрімұлы Мұстафин; род. 1952) — советский и казахстанский политический и государственный деятель, аким города Аркалык в 1993—1996 годах.

## Биография
Родился 7 мая 1952 года в селе Аккуль Джангельдинского района Тургайской области Казахской ССР.
В 1973 году окончил Казахский химико-технологический институт по специальности «Производство строительных изделий и конструкций», в 2002 году — Алматинский институт экономики и статистики по специальности «Бухгалтерский учёт и аудит». Также проходил курсы повышения квалификации для руководящих работников за рубежом: в Вашингтоне (США, 1995 год) и в Лондоне (Великобритания, 2007 год).
С 1973 года работал мастером цеха бетонирования, затем главным технологом на Есильском заводе бетонных изделий «Керамзит».
С 1981 года находился на партийной работе, был начальником отдела промышленности и транспорта Есильского райкома Коммунистической партии Казахстана.
В 1987—1993 годах работал директором Есильского завода керамзитобетонных изделий треста «Казсельстройдеталь» (город Есиль, Тургайская область).
В 1993 году был назначен главой Аркалыкской городской администрации, в 1995 году — акимом города Аркалык, Тургайской области.
В 1998 году Мустафин стал председателем Комитета по ценовой и антимонопольной политике по Акмолинской области и городу Астана. В августе 1999 года был переведен в Комитет Республики Казахстан по регулированию естественных монополий и защите конкуренции по Акмолинской области и города Астана.
В 2002 году Марат Мустафин был назначен директором Департамента Агентства Республики Казахстан по регулированию естественных монополий, защите конкуренции по Акмолинской области. С 2008 по 2014 год — директор департамента Агентства по регулированию естественных монополий по Северно-Казахстанской области. В ноябре 2014 года назначен руководителем Департамента Комитета по регулированию естественных монополий и защите конкуренции Министерства национальной экономики Республики Казахстан по городу Астана.
Член КПСС в 1977—1991 годах, член партии Нур Отан с 2000 года. Занимался общественной деятельностью: был депутатом Есильского районного и городского Советов народных депутатов (1983—1989), депутатом Целиноградского областного Совета народных депутатов (1989—1990) и депутатом Тургайского областного Совета народных депутатов (1990—1993).
Женат на Гульнаре Малгагдаровне (род. 1950), домохозяйка; в семье есть дочь Роза (род. 197) и два сына — Эрлан (род. 1977) и Эржан (род. 1987).

## Награды
- Награждён орденом «Құрмет» (07.12.2007), а также медалями «Астана» (02.06.1998), «10 лет независимости Республики Казахстана» и «10 лет Конституции Республики Казахстан».
- Почетный гражданин города Тусон, штат Аризона, США (1995) и Почетный гражданин города Аркалык (19.04.2002).